# Wydział Nauk o Ziemi Uniwersytetu Śląskiego
Wydział Nauk o Ziemi – jeden z wydziałów Uniwersytetu Śląskiego w Katowicach. Znajduje się w Sosnowcu przy ulicy Będzińskiej. Został utworzony w 1974 roku, w roku 1997 uzyskał pełnię praw akademickich, czyli uprawnienia do nadawania stopnia doktora i doktora habilitowanego nauk o Ziemi w zakresie geografii i geologii. Od 1 października 2019 roku, zarządzeniem Rektora UŚ, Wydział funkcjonuje jako Wydział Nauk Przyrodniczych Uniwersytetu Śląskiego, wskutek połączenia z Wydziałem Biologii i Ochrony Środowiska.

## Kalendarium[2]
- 1974 – powołano do życia Wydział Nauk o Ziemi, jako siódmy z wydziałów Uniwersytetu Śląskiego w Katowicach. W jego skład weszły Instytuty: Geografii oraz Geologii. Dziekanem Wydziału został doc. dr Marian Marczak.
- 1975 – nowym dziekanem Wydziału został prof. dr hab. Aleksander Jachowicz. Instytut Geologii przekształcono w Instytut Geologii i Surowców Mineralnych Górnego Śląska, działający w powiązaniu z Centralnym Urzędem Geologii.
- 1976 – wydział otrzymał część budynku przy ul. Partyzantów w Sosnowcu.
- 1979 – na Spitsbergen wyruszyła wyprawa naukowo-badawcza PAN pod przewodnictwem doc. dr. hab. Mariana Puliny z Instytutu Geografii.
- 1980 – w wyniku reorganizacji struktury Wydziału zniesiono Instytut Geologii i Surowców Mineralnych Górnego Śląska, tworząc równocześnie dwa nowe instytuty: Instytut Geologii oraz Instytut Analizy Surowców Mineralnych.
- 1981 – dziekanem Wydziału został prof. dr hab. Kazimierz Kozłowski.
- 1982 – wydział otrzymał nowy 18-piętrowy budynek przy ul. Będzińskiej (dwa piętra zadysponował Wydział Techniki), nazywany popularnie „Żyletą”,
- 1983 – w wyniku reorganizacji struktury Wydziału w miejsce instytutów powołano Katedry: Geografii Ekonomicznej, Geografii Fizycznej, Geomorfologii, Geochemii, Mineralogii i Petrografii, Geologii Podstawowej, Geologii Stosowanej, Hydrogeografii i Geologii Inżynierskiej, Paleontologii i Stratygrafii. Poza tym istniały: Obserwatorium Meteorologiczne, Laboratorium Dynamiki Środowiska, Laboratoria Naukowo-Dydaktyczne Katedr Geologii i Katedr Geograficznych, Muzeum Ziemi, Składnica Map i Biblioteka.
- 1987 – dziekanem wydziału został doc. dr hab. Stanisław Bukowy.
- 1990 – doc. dr hab. Andrzej Tadeusz Jankowski został mianowany dziekanem.
- 1991 – wydział uzyskał prawo do nadawania stopnia naukowego doktora w zakresie geologii.
- 1992 – wydział uzyskał do nadawania stopnia naukowego doktora w zakresie geografii.
- 1993 – odbyły się „I Dni Ziemi”, odtąd impreza propagująca wiedzę o Ziemi będzie organizowana corocznie. Nowym dziekanem został prof. dr hab. Jacek Jania.
- 1994 – w związku z obchodami 20-lecia Wydziału w jego siedzibie odbyła się uroczysta inauguracja nowego roku akademickiego.
- 1994 – powołano Muzeum WNoZ[3], muzeum geologiczne gromadzące w swoim zbiorze około 4000 eksponatów, w tym głównie skały, minerały, skamieniałości i meteoryty. Zbiory eksponowane są na wystawach stałych mających charakter rekonstrukcji paleośrodowiskowych przeszłych okresów geologicznych oraz kolekcji dydaktycznych
- 1995 – po raz pierwszy przeprowadzono rekrutację na kierunek geologia (studia magisterskie).
- 1996 – utworzono nową Katedrę Klimatologii.
- 1997 – wydział uzyskał prawo do nadawania stopnia naukowego doktora habilitowanego w zakresie geografii oraz geologii, stając się tym samym szóstym wydziałem uniwersytetu posiadającym pełnię praw akademickich.
- 1998 – we współpracy z Katowickim Oddziałem Polskiego Towarzystwa Geograficznego Wydział zorganizował 47. zjazd Polskiego Towarzystwa Geograficznego. Wydarzenie, które przebiegało pod hasłem „Geografia w kształtowaniu i ochronie środowiska oraz transformacji gospodarczej regionu górnośląskiego”, połączone było m.in. z obchodami 25-lecia funkcjonowania ośrodka geograficznego na Uniwersytecie. Owocem tego przedsięwzięcia było opublikowanie czterech tomów prac naukowych będących streszczeniami wystąpień plenarnych, obrad sekcyjnych i sesji terenowych.
- 1999 – zakupiona zostaje stacja satelitarna Skyceiver Win – HRPT[4] przez Katedrę Klimatologii oraz Katedrę Geomorfologii. System szwajcarskiego przedsiębiorstwa Tecnavia służy do cyfrowego odbioru danych i ich przetwarzania na wysokiej rozdzielczości obrazy satelitarne z satelitów okołobiegunowych zarządzanych przez National Oceanic and Atmospheric Administration z USA.
- 2001 – wydział we współpracy z Oddziałem Górnośląskiego Towarzystwa Przyjaciół Nauk o Ziemi zorganizował XXVIII Międzynarodową Wystawę i Giełdę Minerałów i Skamieniałości. Wystawie towarzyszyła sesja naukowa poświęcona minerałom i skamieniałościom. W tym samym roku odbyła się również międzynarodowa konferencja naukowa w Ustroniu-Jaszowcu poświęcona zagadnieniom energii geotermalnej w kopalniach podziemnych.
- 2002 – Katedra Geomorfologii oraz Pracownia Badań i Dokumentacji Środowiska Krasowego zorganizowały dla ekspertów, młodych adeptów nauki oraz studentów XXI Szkołę Speleologiczną.
- 2003 – prof. dr hab. Andrzej T. Jankowski, prodziekan ds. rozwoju i inwestycji został przewodniczącym Polskiego Towarzystwa Geograficznego. W Centrum konferencyjnym w Cieszynie odbyła się zorganizowana przez Katedrę Geomorfologii oraz Pracownię Badań i Dokumentacji Środowiska Krasowego XXII Szkoła Speleologiczna. Wydział we współpracy z Oddziałem Górnośląskim Polskiego Towarzystwa Nauk o Ziemi zorganizował I Międzynarodową Wystawę i Giełdę Minerałów, Skał i Skamieniałości. Wydarzeniu towarzyszyła sesja popularnonaukowa.
- 2004 – w auli Wydziału odbyło się spotkanie studentów z byłym Marszałkiem Sejmu RP Markiem Borowskim na temat sytuacji Polski po wstąpieniu do Unii Europejskiej.
- 2005 – na Wydziale odbyła się XXXVI Międzynarodowa Wystawa i Giełda Minerałów, Skał i Skamieniałości „Jesień 2005”. Towarzyszyła jej sesja popularnonaukowa.
- 2006 – prof. Grzegorz Racki z Zakładu Stratygrafii i Paleontologii objął stanowisko dyrektora Instytutu Paleobiologii im. Romana Kozłowskiego PAN.
- 2007 – dziekan wydziału prof. dr hab. Jacek Jania uczestniczył jako jedyny oficjalny reprezentant Polski w ceremonii otwarcia Międzynarodowego Roku Polarnego. Na Wydziale odsłonięto tablicę pamiątkową upamiętniającą profesora Mariana Pulinę – geografa, grotołaza, badacza zjawisk krasowych i obszarów polarnych, byłego prorektora Uniwersytetu i wieloletniego kierownika Katedry Geomorfologii. Odbyła się także kolejna, XV edycja Dni Ziemi, której współorganizatorem był Wydział Nauk o Ziemi. Wydział zorganizował także XL Międzynarodową Wystawę i Giełdę Minerałów, Skał i Skamieniałości.
- 2013 – powstaje Centrum Studiów Polarnych[5], którego celem jest prowadzenie interdyscyplinarnych badań środowiska przyrodniczego Arktyki i Antarktyki na światowym poziomie, a także kształcenie młodej kadry naukowej. Centrum tworzą Wydział Nauk o Ziemi Uniwersytetu Śląskiego w Katowicach (jednostka wiodąca), Instytut Geofizyki PAN oraz Instytut Oceanologii PAN. Funkcję przewodniczącego Centrum pełni prof. dr hab. Jacek Jania. Jednostka została laureatem konkursu o nadanie statusu Krajowego Naukowego Ośrodka Wiodącego – KNOW.
- 2015 – zostaje powołane Śląskie Laboratorium GIS[6], którego celem jest prowadzenie profesjonalnych szkoleń w dziedzinie Systemów Informacji Geograficznych (ang. GIS).

## Budynek

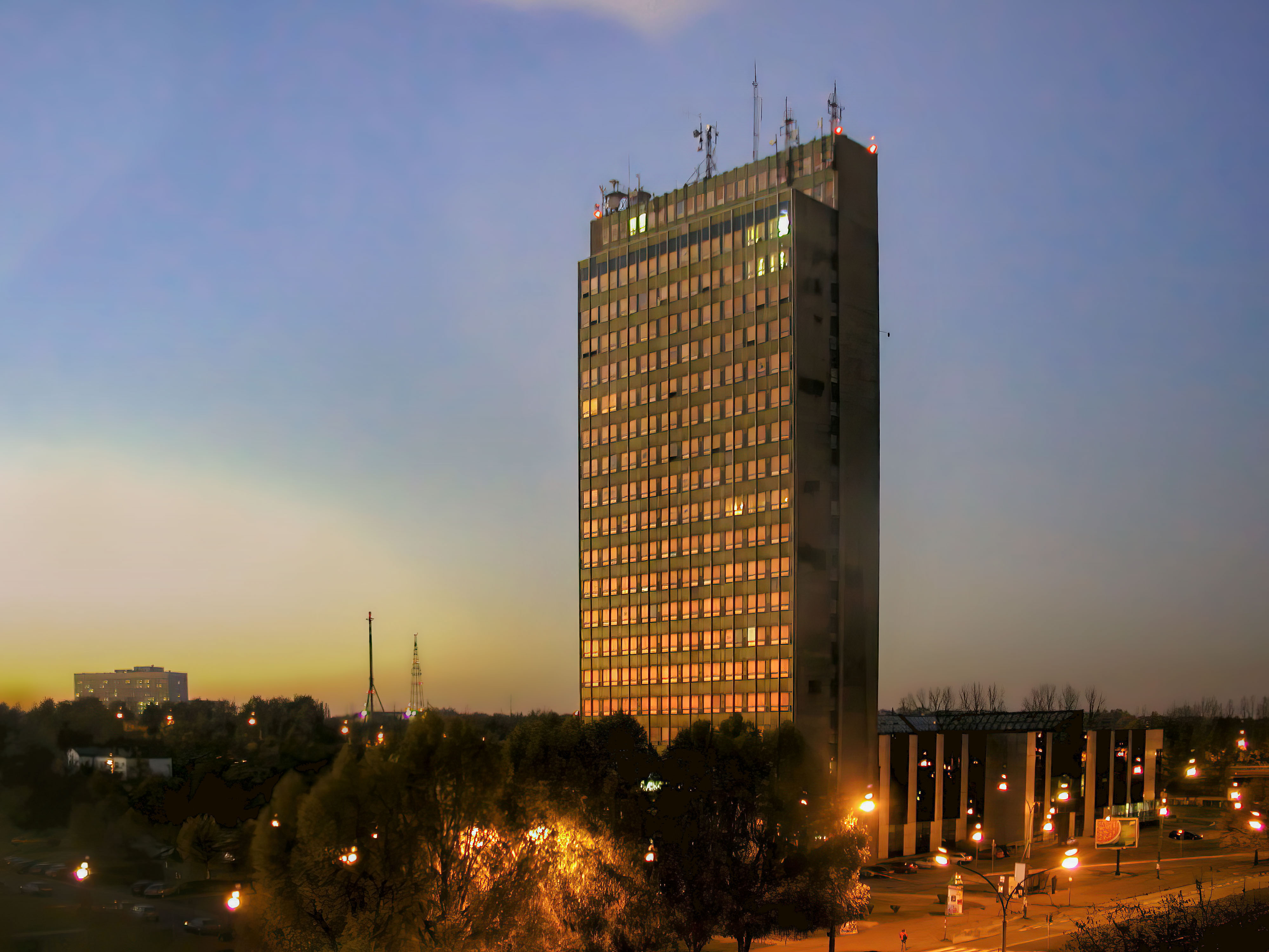
Wygląd budynku przed wymianą elewacji

Budynek dydaktyczny wydziału, nazywany często „Żyletą”, jest wysokościowcem budowanym w latach 70. XX wieku, oddany do użytku w 1982 roku. Znajduje się przy ul. Będzińskiej w Sosnowcu. Biurowiec ma 20 pięter, z czego 18 użytkowych i liczy 84 metry wysokości.

## Władze Wydziału
- Dziekan: dr hab. Leszek Marynowski, prof. UŚ
- Prodziekan ds. Nauki i Rozwoju: dr hab. Ewa Łupikasza
- Prodziekan ds. Kształcenia i Promocji: dr hab. Urszula Myga-Piątek, prof. UŚ
- Prodziekan ds. Kształcenia i Spraw Studenckich: dr hab. Michał Zatoń, prof. UŚ

## Struktura

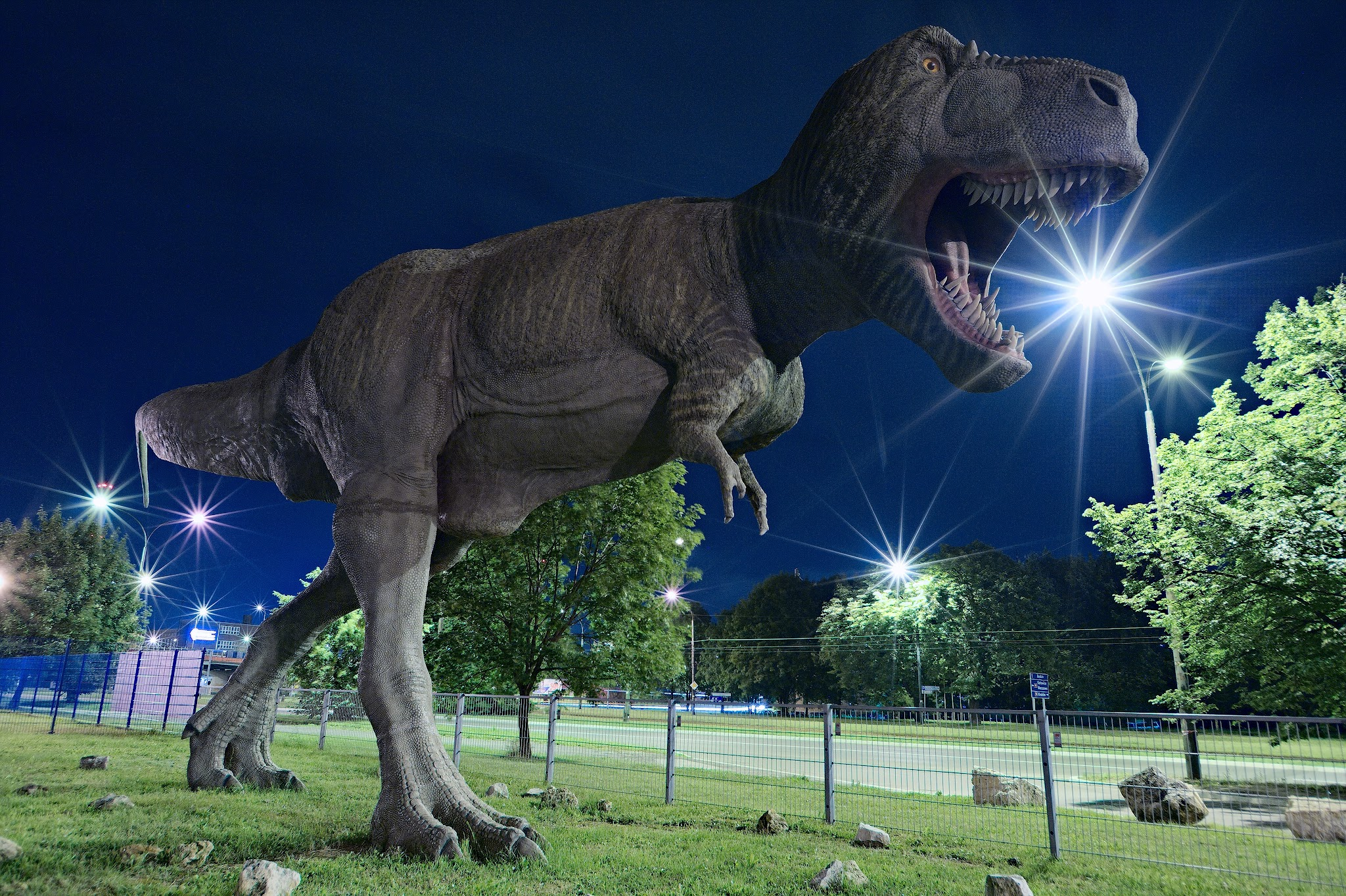
Muzeum Wydziału Nauk o Ziemi Uniwersytetu Śląskiego w Sosnowcu

- Katedra Geochemii, Mineralogii i Petrografii
  - Pracownia Rentgenowska
  - Laboratorium Gemmologiczne
- Katedra Geologii Podstawowej
- Katedra Geologii Stosowanej
- Katedra Paleontologii i Stratygrafii
- Zakład Hydrogeologii i Geologii Inżynierskiej
- Katedra Rekonstrukcji Środowiska Geograficznego
- Katedra Geografii Ekonomicznej
- Katedra Klimatologii
- Katedra Geomorfologii
- Katedra Geografii Fizycznej
- Katedra Geografii Regionalnej i Turyzmu
- Centrum Studiów Polarnych
- Śląskie Laboratorium GIS
- Międzywydziałowa Pracownia Badań Strukturalnych
- Laboratorium Analiz Gleb, Gruntów i Skał
- Laboratorium Analiz Wody
- Wydziałowa Pracownia Obsługi Dydaktyki i Prac Badawczych
- Muzeum Nauk o Ziemi

### Kierunki studiów na Wydziale
- geografia,
- geologia,
- geofizyka,
- geologia stosowana
- inżynieria zagrożeń środowiskowych
- turystyka

Studia prowadzone są systemem dwustopniowym, obejmującym 3-letnie studia licencjackie oraz 2-letnie studia magisterskie uzupełniające, w formie stacjonarnej.
Na Wydziale prowadzone są również studia podyplomowe i studia doktoranckie.